# Матрона Московська
Матр́она Московська (Матрона Димитрівна Никонова, 1881, Сербіно, Епіфанського повіту (зараз Кимівський район) Тульської губернії — 2 травня 1952, Москва) — свята Російської православної церкви.

## Дитинство
Батьки — Димитрій та Наталія, селяни — були людьми віруючими, але жили бідно. У сім'ї було четверо дітей: Іван, Михайло, Марія і Матрона. Матрона була наймолодшою і пізньою дитиною. Село, в якому народилася майбутня сподвижниця, знаходиться за 20 км від Куликового поля.
Сім'я жила нужденно, тож коли мати дізналася, що у неї буде четверта дитина, вона вирішила позбутися її. Оскільки вбивство дитини до народження було неможливим через благочестивість матері, то вона вирішила віддати її після народження до притулку князя Голіцина в сусідньому селі Бучалки. Але жінці привидівся віщий сон, у якому дочка, яка ще не народилася, з'явилася у вигляді білої птахи з людським обличчям і закритими очима та сіла на праву руку матері. Прийнявши сон за знамення, богобоязлива жінка відмовилася від думки віддати дитину до притулку. Дочка народилася сліпою, але мати любила своє «нещасне дитя».
При хрещенні дівчинку було названо Матроною в честь преподобної Матрони Константинопольської, грецької сподвижниці V століття, день пам'яті якої святкується 9 листопада (за новим стилем — 22 листопада). Тепер він відзначається також як іменини (день ангела) святої Матрони Московської.
Про обраність дівчинки свідчило те, що, як говорили очевидці, при хрещенні, коли священних опустив дитину до купелі, присутні побачили над немовлям стовп ароматного легкого диму.
Отець Василій, шанований прихожанами священик, що здійснював обряд, засвідчив, що таке відбулося за його життя вперше і що це немовля буде святим. Він зобов'язав Наталію, матір Матрони, повідомляти його про будь-яке прохання дівчинки, а також повідомив, що Матрона прийде на його місце і вкаже час його смерті, як пізніше по деяким свідченням і сталося.
Матрона була не просто сліпа, у неї взагалі не було очей. Впадини були закриті міцно стуленими повіками, як у тієї білої птиці, яку бачила її мати уві сні. Дівчинка мала на тілі випуклість у формі натільного хрестика. Коли Матрона була немовлям, по середам і п'ятницям вона не приймала годування груддю від матері.
У дитинстві Матрона мала неприємне спілкування з однолітками, які дражнили її за фізичну ваду. Проте у 7-8 років за деякими свідченнями у дівчинки відкрився дар прозорливості та зцілення хворих.
Будинок Никонових знаходився поблизу церкви Успіння Божої Матері, яка була єдиним храмом на сім-вісім навколишніх сіл. Матрона фактично виросла у храмі. Її улюбленим місцем було стояти зліва, за вхідними дверима, біля західної стіни. Вона добре знала церковні пісні та часто підспівувала півчим.
За деякими свідченнями прозорливість дівчинки засвідчується фактами попередження людей про різні події, які з ними потім траплялися. Так, свою матір вона попередила про пожежу в селі, та про те, що їх помешкання залишиться неушкодженим. Матрона знала про революцію, яка станеться в Росії та попереджала про неї.

## Юні роки
У підлітковому віці Матрона подорожувала. Її брала із собою у паломництво дочка місцевого поміщика, віруюча дівчина Лідія Янькова. Завдяки цьому Матроні вдалося побувати у Києво-Печерській лаврі, Троїце-Сергієвій лаврі, у Петербурзі та інших містах і святих місцях. У 1889 році Матрона мала зустріч із святим праведним Іоанном Кронштадтським. Після закінчення служби у Андріївському соборі Кронштадту святий попросив народ розійтися перед 14-річною Матроною, яка ішла до солії та вголос сказав: «Матронушка, іди-іди до мене. Ось іде моя зміна — восьмий стовп Росії».
У 1902 році, на сімнадцятому році життя, Матрона втратила здатність ходити: у неї раптово відняло ноги. Матрона вказувала на духовну причину хвороби, яка супроводжувала її до кінця життя протягом п'ятдесяти років.
Для церкви Успіння Божої Матері за ініціативи Матрони (яка на той час уже була відомою у місцевих людей та прохання якої сприймалось як благословення) була написана ікона Божої Матері «Взыскание погибших», яку було замовлено у місті Богородицьку, та після написання хресним ходом принесено до села Сербіно. Матрона з допомогою ближніх вийшла за чотири кілометри від села, щоб зустріти цю ікону.

## Московський період життя
1925 року Матрона переїжджає до міста Москви. Оскільки обидва брати брата Матрони вступили в партію, Михайло став сільським активістом, то присутність у їх будинку блаженної, яка весь час приймала людей, стало для братів неприпустимим. Брати боялися репресій, тож заради них та батьків (мати Матрони померла у 1945 році), блаженна переїхала у столицю. Прописки та постійного місця проживання вона не мала, тому життя у таких умовах були дуже виснажливим.
Місця, де проживала матінка Матрона:
- Ульянівська вулиця (у сім'ї священика Василя та її послушниці Пелагеї);
- П'ятницька вулиця;
- район Сокольники (у літній фанерній будові);
- Вишняковський провулок (у підвалі у племінниці);
- район Нікітських воріт;
- район Петрівсько-Разумовське;
- місто Сергієв Посад (старовинна назва — Загорськ) (у племінника Івана);
- район Царицено;
- район Арбат, Староконюшенний провулок (старовинна дерев'яна будівля, що належала Є. М. Ждановій та її дочці Зінаїді).

У Староконюшенному провулку Матрона жила у 48-метровій кімнаті, разом із власниками. Оформлення кімнати було таким: три кути кімнати займали ікони зверху до низу, перед іконами були старовинні лампади. На вікнах були важкі дорогі штори (до революції будинок належав чоловіку власниці, який походив із багатої родини). Сповідуватися і причащатися Матрона ходила до священика Дмитрія з храму на Красній Пресені.
За деякими даними у 1939 — 1940 роках Матрона попереджала усіх, що буде війна, та російський народ переможе. А коли розпочалася війна, то сказала, що у місто Тулу німці не увійдуть, що потім і сталося.

## Останні роки
Останнє місце проживання матінки Матрони підмосковна станція Сходня (вулиця Курганна, будинок 23), де вона оселилась у далекої родички, покинувши своє попереднє помешкання на Арбаті.
Існує версія, що про час своєї смерті Матрона знала за три дні, і вона зробила усі необхідні справи з підготовки: матінка просила, щоб заупокійну відслужили у церкві Ризопокладення (у цей час там служив священик Микола Голубцов).
2 травня 1952 року Матрона померла. 4 травня у Неділю жон-мироносиць за її заповітом була похована на Данилівському цвинтарі міста Москви (там знаходився один із небагатьох тоді діючих храмів).
У 2000 році Матрона була канонізована РПЦ як свята. Її мощі були перенесені у московський Покровський Ставропігіальний жіночий монастир на Таганці, де вони знаходяться дотепер.

## Розвінчування культу
Існують цілком обгрунтовані припущення, що культ Матрони Московської як нібито святої був необхідний для отримання коштів на відновлення Покровського жіночого монастиря у Москві і розвивався заради економічної вигоди.